# Henriette Mendelssohn
Henriette Maria „Jente“ Mendelssohn (* 23. August oder 24. August 1775 in Berlin; † 9. November 1831 ebenda) war eine deutsche Pädagogin und Tochter des Philosophen Moses Mendelssohn.

## Leben
Henriette Mendelssohn kam im Sommer 1775 als vierte Tochter des Philosophen Moses Mendelssohn und seiner Ehefrau Fromet Mendelssohn, geb. Guggenheim, in Berlin zur Welt. Sie war eine Enkelin von Mendel Heymann, dem Stammvater der weitverzweigten jüdischen Familie Mendelssohn, der viele Gelehrte, Künstler und Bankiers entstammen.
Henriette Mendelssohns ältere Schwester Brendel war die Schriftstellerin Dorothea Schlegel, ihre beiden Brüder die Bankiers Joseph Mendelssohn und Abraham Mendelssohn Bartholdy. Sie war eine Tante der Musiker und Komponisten Fanny Hensel und Felix Mendelssohn Bartholdy und der beiden Maler Johannes und Philipp Veit.
Gemeinsam mit ihrer Schwester Brendel und ihrem Bruder Joseph wurde Henriette Mendelssohn zu Hause unter der Aufsicht ihres Vaters von Hauslehrern unterrichtet. Ihre Interessen lagen bei der Musik, bildenden Kunst und Literatur; sie war eine gute Klavierspielerin. 
Als Kind verbrachte sie gemeinsam mit ihren Geschwistern oft die Sommerferien in der norddeutschen Residenz des Herzogs von Mecklenburg-Strelitz, wo Mendel Meyer, ein enger Freund ihres Vaters, als Kammeragent arbeitete. Ab 1786 lebte Henriette Mendelssohn einige Jahre gemeinsam mit ihrer verwitweten Mutter und den jüngeren Brüdern in Neustrelitz bei ihrer Schwester Recha, die mit einem Sohn Mendel Meyers verheiratet war. Etwa 1793 kehrte Henriette Mendelssohn nach Berlin zurück, wo sie regelmäßig in den literarischen Salons ihrer Freundin Rahel Levin und der Schriftstellerin Henriette Herz verkehrte.
Ihre erste Stelle als Erzieherin führte Henriette Mendelssohn im Jahr 1799 nach Wien; sie wechselte jedoch schon im Jahr 1802 nach Paris und eröffnete dort im Garten der jüdischen Bankiersfamilie Fould ein Mädchenpensionat. In ihrer Wohnung, ein beliebter Treffpunkt der Deutschen in Paris, waren Persönlichkeiten wie Madame de Staël, Benjamin Constant, Gaspare Spontini, Alexander von Humboldt, Karl August Varnhagen, David Koreff oder Helmina von Chézy zu Gast.
Dem Beispiel ihrer älteren Schwester Brendel folgend, konvertierte Henriette Mendelssohn im Jahr 1812 ebenfalls zum Christentum; bei ihrer katholischen Taufe in Paris nahm sie bewusst den Taufnamen Maria an. Im selben Jahr trat Henriette Mendelssohn die Stelle der Erzieherin von Fanny Sebastiani an, deren Vater, General Horace-François Sébastiani, früh Witwer geworden war. In den folgenden Jahren führte sie in Paris ein zurückgezogeneres Leben, traf sich jedoch mit ihren Brüdern Joseph und Abraham, wenn diese sich wegen ihrer Bankgeschäfte in der Stadt aufhielten. Mehrere Reisen mit Fanny Sebastiani führten Henriette Mendelssohn in die Schweiz, nach Bad Ems und in die Provence. 
Nachdem ihr Zögling im Jahr 1824 geheiratet hatte, verließ Henriette Mendelssohn im Frühjahr 1825 Paris und kehrte wieder nach Berlin zurück. Dort verbrachte sie ihre letzten Lebensjahre in der Nähe ihrer Brüder. Bei einem Besuch in Dresden traf sie im Jahr 1830 nach 26 Jahren zum ersten Mal auch wieder persönlich mit ihrer Schwester Brendel zusammen.
Henriette Mendelssohn wurde nur 56 Jahre alt. Sie starb im November 1831 in Berlin, nur wenige Monate nach dem Tod ihrer Schwester Recha Meyer.
Ihr Grab befand sich zunächst auf dem katholischen St.-Hedwigs-Friedhof in der Chausseestraße; später wurde es auf den neu angelegten St.-Hedwigs-Friedhof (heute: Alter Domfriedhof der St.-Hedwigs-Gemeinde) in der Liesenstraße verlegt und im Jahr 1955 endgültig aufgelassen.

## Briefe
- Galerie von Bildnissen aus Rahel’s Umgang und Briefwechsel. Hrsg. v. Karl August Varnhagen von Ense, Gebr. Reichenbach, Leipzig 1836, Bd. 1, S. 63–78 (Web-Ressource).
- Karl August Varnhagen von Ense: Paris, 1810. Reisebericht aus Straßburg, Lothringen und Paris mit neun Briefen von Henriette Mendelssohn an den Autor. Hrsg. v. Nikolaus Gatter, Varnhagen Gesellschaft, Köln 2013, ISBN 978-3-00-040929-5